# 奧拉基/庫克山
庫克山（英語：Mount Cook；毛利語：Aoraki（翻译成中文就是“奥拉基”））是紐西蘭南島骨幹南阿爾卑斯山脈的最高峰，高3,724公尺，位于南島中西部坎特伯雷地区。
库克山顶部有大量积雪（雪线仅1070米），以巨大冰川著名，最大的塔斯曼冰川（Tasman Glacier）长约30公里，平均宽2公里，景色壮观，现被紐西蘭政府將此地域劃為奧拉基/庫克山國家公園。因爲有高山冰川等自然景觀，這裏曾是知名電影《魔戒》和《霍比特人》的拍攝取景地，是全球最美山脉第五名。
庫克山的正式全名為Aoraki/Mount Cook，Aoraki是當地原住民的稱呼，意為「雲之巔」；或译插云峰，庫克山之名則是為紀念庫克船長，他是最早發現南半球的紐西蘭、澳大利亞東海岸的英國人。此外，今日紐西蘭北島和南島間的海峽，就依他的名字命名為庫克海峽。南太平洋中也有一個群島以他命名為庫克群島。